# Ufertaube
Die Ufertaube (Columba eversmanni), auch Gelbaugentaube oder Östliche Hohltaube genannt, ist eine Art der Feldtauben. Sie kommt in Asien vor. 

## Erscheinungsbild
Die Ufertaube erreicht eine Körperlänge von 26,5 Zentimetern. Sie weist sowohl im Aussehen als auch im Verhalten große Ähnlichkeit mit der Hohltaube auf. Ihr Körperbau ist jedoch zierlicher und sie ist etwas kleiner als diese Art. 
Anders als bei der Hohltaube ist auch der vordere Hals sowie die Brust mauvefarben. Der hintere Rücken sowie die obere Hälfte des Bürzels sind hellgrau. Der untere Bürzel sowie die Oberschwanzdecken sind dunkelgrau. Der Schnabel ist an der Basis dunkelgrau bis bräunlich und hellt zur Spitze hin in ein Gelbgrün auf. Die Iris ist gelb. Auch die äußere Augenhaut ist cremefarben bis blass gelb.

## Verbreitung und Lebensraum
Die Ufertaube kommt in Turkestan vom Aralsee bis in den Norden Afghanistans vor. In östlicher Richtung erstreckt sich ihr Verbreitungsgebiet bis zum Saissansee. Als Wintergast kommt sie auch im Norden Indiens sowie in Pakistan vor. Ein kleiner Teil der Population überwintert in Turkmenistan. 
Die Ufertaube bewohnt Nadel-, Laub- und Mischwälder verschiedener Höhenlagen.

## Verhalten
Die Ufertaube findet ihre Nahrung überwiegend am Boden. Sie sucht auch landwirtschaftliche Flächen zur Nahrungssuche auf. Sie frisst überwiegend Sämereien sowie Getreidekörner. Daneben spielen auch Früchte eine Rolle. Sie frisst besonders gerne reifende Maulbeeren.
Die Ufertaube gehört zu den wenigen Taubenarten, die Höhlenbrüter sind. Sie brütet in Baumhöhlen, aber auch in Erdhöhlen, in Steilböschungen und Erosionsrinnen. Sie nutzt nach einzelnen Beobachtungen auch die Höhlen der Blauracke. Im Norden Afghanistans fällt ihre Fortpflanzung in den Zeitraum Juni bis August. Über die Brutdauer sowie die Dauer der Nestlingszeit liegen bislang keine ausreichenden Informationen vor. 

## Belege